# Caicedo
Caicedo – miasto w Kolumbii, w departamencie Antioquia.